# Gentofte BK
Der Gentofte Badminton Klub ist ein Badmintonverein aus Gentofte in Dänemark. Er ist einer der traditionsreichsten und erfolgreichsten Vereine in dieser Sportart weltweit.

## Geschichte
Der Verein wurde am 10. Februar 1931 gegründet. Nachdem alle 20 Titel der ersten vier nationalen Einzelmeisterschaften in Dänemark an Skovshoved IF gingen, gewann Poul Vagn Nielsen 1935 den ersten Titel für Gentofte. Über 200 weitere Titel folgten für den GBK. Den ersten Mannschaftstitel gewann der Klub in der Saison 1949/1950. Bis 1997 erhöhte sich die Zahl der Mannschaftstitelgewinne auf 16. 1978, 1979, 1981, 1982, 1983, 1985 und 1986 gewann der Verein den Badminton-Europapokal. Mit Flemming Delfs, Lene Køppen, Peter Rasmussen, Steen Fladberg, Thomas Lund, Steen Skovgaard und Camilla Martin standen mehrere Weltmeister in den Reihen des Vereins. Mit Poul-Erik Høyer Larsen startete auch der erste europäische Olympiasieger im Badminton für Gentofte.

## Erfolge
| Saison    | Veranstaltung                                    | Disziplin    | Platz | Name                                                                 |
| --------- | ------------------------------------------------ | ------------ | ----- | -------------------------------------------------------------------- |
| 1933/1934 | Dänemark: Einzelmeisterschaften der Junioren U19 | Herreneinzel | 1     | Poul Nielsen, Gentofte                                               |
| 1933/1934 | Dänemark: Einzelmeisterschaften der Junioren U19 | Dameneinzel  | 1     | Bodil Rise, Gentofte                                                 |
| 1934/1935 | Dänemark: Einzelmeisterschaften                  | Herreneinzel | 1     | Poul Vagn Nielsen, Gentofte BK                                       |
| 1935/1936 | Dänemark: Einzelmeisterschaften                  | Herreneinzel | 1     | Poul Vagn Nielsen, Gentofte BK                                       |
| 1935/1936 | Dänemark: Einzelmeisterschaften                  | Mixed        | 1     | Poul Vagn Nielsen / Tonny Olsen, Gentofte BK                         |
| 1935/1936 | Dänemark: Einzelmeisterschaften                  | Herrendoppel | 1     | Eric Kirchoff / Poul V. Nielsen, Gentofte BK                         |
| 1935/1936 | Dänemark: Einzelmeisterschaften                  | Damendoppel  | 1     | Bodil Strømann, Skovshoved IF / Tonny Olsen, Gentofte BK             |
| 1936/1937 | Dänemark: Einzelmeisterschaften                  | Herreneinzel | 1     | Eric Kirchoff, Gentofte BK                                           |
| 1937/1938 | Dänemark: Einzelmeisterschaften                  | Damendoppel  | 1     | Bodil Rise / Tonny Olsen, Gentofte BK                                |
| 1937/1938 | Dänemark: Einzelmeisterschaften                  | Dameneinzel  | 1     | Tonny Olsen, Gentofte BK                                             |
| 1938/1939 | Dänemark: Einzelmeisterschaften                  | Dameneinzel  | 1     | Tonny Olsen, GentofteBK                                              |
| 1938/1939 | Dänemark: Einzelmeisterschaften                  | Damendoppel  | 1     | Bodil Rise / Tonny Olsen, Gentofte BK                                |
| 1939/1940 | Dänemark: Einzelmeisterschaften                  | Dameneinzel  | 1     | Tonny Olsen, Gentofte BK                                             |
| 1939/1940 | Dänemark: Einzelmeisterschaften                  | Damendoppel  | 1     | Bodil Duus / Tonny Olsen, Gentofte BK                                |
| 1941/1942 | Dänemark: Einzelmeisterschaften der Junioren U17 | Dameneinzel  | 1     | Birgit Rostgaard Frøhne, Gentofte                                    |
| 1941/1942 | Dänemark: Einzelmeisterschaften                  | Dameneinzel  | 1     | Tonny Olsen, Gentofte BK                                             |
| 1942/1943 | Dänemark: Einzelmeisterschaften                  | Damendoppel  | 1     | Agnete Friis, Odense BK / Tonny Olsen, Gentofte BK                   |
| 1942/1943 | Dänemark: Einzelmeisterschaften                  | Dameneinzel  | 1     | Tonny Olsen, Gentofte BK                                             |
| 1942/1943 | Dänemark: Einzelmeisterschaften der Junioren U19 | Dameneinzel  | 1     | Aase Schiøtt Jacobsen, Gentofte                                      |
| 1943/1944 | Dänemark: Einzelmeisterschaften der Junioren U17 | Herreneinzel | 1     | Ole Jensen, Gentofte                                                 |
| 1943/1944 | Dänemark: Einzelmeisterschaften der Junioren U19 | Dameneinzel  | 1     | Aase Schiøtt Jacobsen, Gentofte                                      |
| 1944/1945 | Dänemark: Einzelmeisterschaften der Junioren U19 | Herreneinzel | 1     | Ole Jensen, Gentofte                                                 |
| 1944/1945 | Dänemark: Einzelmeisterschaften                  | Dameneinzel  | 1     | Tonny Olsen, Gentofte BK                                             |
| 1945/1946 | Dänemark: Einzelmeisterschaften                  | Dameneinzel  | 1     | Tonny Olsen, Gentofte BK                                             |
| 1945/1946 | Dänemark: Einzelmeisterschaften                  | Damendoppel  | 1     | Agnete Friis / Tonny Olsen, Gentofte BK                              |
| 1946/1947 | Dänemark: Einzelmeisterschaften                  | Damendoppel  | 1     | Agnete Friis / Tonny Ahm, Gentofte BK                                |
| 1946/1947 | Dänemark: Einzelmeisterschaften                  | Mixed        | 1     | Poul Holm / Aase Schiøtt Jacobsen, Gentofte BK                       |
| 1947/1948 | Dänemark: Einzelmeisterschaften                  | Dameneinzel  | 1     | Tonny Ahm, Gentofte BK                                               |
| 1947/1948 | Dänemark: Einzelmeisterschaften                  | Damendoppel  | 1     | Agnete Friis / Tonny Ahm, Gentofte BK                                |
| 1947/1948 | Dänemark: Einzelmeisterschaften                  | Mixed        | 1     | Jørn Skaarup, Københavns BK / Tonny Ahm, Gentofte BK                 |
| 1948/1949 | Dänemark: Einzelmeisterschaften                  | Herreneinzel | 1     | Poul Holm, Gentofte BK                                               |
| 1948/1949 | Dänemark: Einzelmeisterschaften                  | Dameneinzel  | 1     | Tonny Ahm, Gentofte BK                                               |
| 1949/1950 | Dänemark: Mannschaftsmeisterschaft               | Mannschaft   | 1     | Gentofte Badminton Klub                                              |
| 1949/1950 | Dänemark: Einzelmeisterschaften                  | Mixed        | 1     | Poul Holm / Tonny Ahm, Gentofte BK                                   |
| 1949/1950 | Dänemark: Einzelmeisterschaften                  | Dameneinzel  | 1     | Tonny Ahm, Gentofte BK                                               |
| 1949/1950 | Dänemark: Einzelmeisterschaften                  | Damendoppel  | 1     | Agnete Friis / Birgit Rostgaard Frøhne, Gentofte BK                  |
| 1950/1951 | Dänemark: Mannschaftsmeisterschaft               | Mannschaft   | 1     | Gentofte Badminton Klub                                              |
| 1950/1951 | Dänemark: Einzelmeisterschaften                  | Herreneinzel | 1     | Poul Holm, Gentofte BK                                               |
| 1950/1951 | Dänemark: Einzelmeisterschaften                  | Damendoppel  | 1     | Aase Schiøtt Jacobsen / Tonny Ahm, Gentofte BK                       |
| 1951/1952 | Dänemark: Einzelmeisterschaften                  | Dameneinzel  | 1     | Tonny Ahm, Gentofte BK                                               |
| 1951/1952 | Dänemark: Einzelmeisterschaften                  | Mixed        | 1     | Poul Holm / Tonny Ahm, Gentofte BK                                   |
| 1951/1952 | Dänemark: Einzelmeisterschaften                  | Herrendoppel | 1     | Poul Holm / Ole Jensen, Gentofte BK                                  |
| 1951/1952 | Dänemark: Einzelmeisterschaften der Junioren U19 | Dameneinzel  | 1     | Annelise Petersen, Gentofte                                          |
| 1951/1952 | Dänemark: Einzelmeisterschaften                  | Herreneinzel | 1     | Poul Holm, Gentofte BK                                               |
| 1951/1952 | Dänemark: Mannschaftsmeisterschaft               | Mannschaft   | 1     | Gentofte Badminton Klub                                              |
| 1952/1953 | Dänemark: Einzelmeisterschaften                  | Herreneinzel | 1     | Poul Holm, Gentofte BK                                               |
| 1952/1953 | Dänemark: Einzelmeisterschaften                  | Herrendoppel | 1     | Poul Holm / Ole Jensen, Gentofte BK                                  |
| 1952/1953 | Dänemark: Einzelmeisterschaften                  | Damendoppel  | 1     | Agnete Friis / Birgit Schultz-Pedersen, Gentofte BK                  |
| 1953/1954 | Dänemark: Einzelmeisterschaften                  | Damendoppel  | 1     | Agnete Friis / Gitte Schultz-Pedersen, Gentofte BK                   |
| 1953/1954 | Dänemark: Einzelmeisterschaften                  | Herrendoppel | 1     | Poul Holm / Ole Jensen, Gentofte BK                                  |
| 1956/1957 | Dänemark: Einzelmeisterschaften                  | Dameneinzel  | 1     | Tonny Ahm, Gentofte BK                                               |
| 1957/1958 | Dänemark: Einzelmeisterschaften                  | Damendoppel  | 1     | Agnete Friis / Birte Kristiansen, Gentofte BK                        |
| 1961/1962 | Dänemark: Einzelmeisterschaften der Junioren U17 | Dameneinzel  | 1     | Pernille Mølgaard Hansen, Gentofte                                   |
| 1962/1963 | Dänemark: Einzelmeisterschaften der Junioren U15 | Dameneinzel  | 1     | Lone Sørensen, Gentofte                                              |
| 1963/1964 | Dänemark: Einzelmeisterschaften der Junioren U19 | Dameneinzel  | 1     | Pernille Mølgaard Hansen, Gentofte                                   |
| 1963/1964 | Dänemark: Einzelmeisterschaften                  | Dameneinzel  | 1     | Pernille Mølgaard Hansen, GentofteBK                                 |
| 1963/1964 | Dänemark: Einzelmeisterschaften der Junioren U17 | Herreneinzel | 1     | Flemming Juul Nielsen, Gentofte                                      |
| 1964/1965 | Dänemark: Einzelmeisterschaften der Junioren U19 | Dameneinzel  | 1     | Pernille Mølgaard Hansen, Gentofte                                   |
| 1966/1967 | Dänemark: Einzelmeisterschaften                  | Mixed        | 1     | Per Walsøe / Pernille Mølgaard Hansen, Gentofte BK                   |
| 1966/1967 | Dänemark: Einzelmeisterschaften der Junioren U19 | Damendoppel  | 1     | Bente Jeppesen, Østerbro BK / Lone Sørensen, Gentofte                |
| 1967/1968 | Dänemark: Einzelmeisterschaften                  | Damendoppel  | 1     | Anne Flindt / Bente Flindt Sørensen, Gentofte BK                     |
| 1967/1968 | Dänemark: Einzelmeisterschaften der Junioren U19 | Mixed        | 1     | Flemming Delfs, København / Birte Linneballe, Gentofte               |
| 1968/1969 | Dänemark: Einzelmeisterschaften                  | Mixed        | 1     | Per Walsøe / Pernille Mølgaard Hansen, Gentofte BK                   |
| 1969/1970 | Dänemark: Einzelmeisterschaften                  | Mixed        | 1     | Per Walsøe / Pernille Mølgaard Hansen, Gentofte BK                   |
| 1969/1970 | Dänemark: Einzelmeisterschaften der Junioren U17 | Dameneinzel  | 1     | Susanne Mølgaard Hansen, Gentofte                                    |
| 1969/1970 | Dänemark: Einzelmeisterschaften der Junioren U17 | Damendoppel  | 1     | Susanne Mølgaard Hansen, Gentofte / Lone Rasmussen, København        |
| 1969/1970 | Dänemark: Einzelmeisterschaften                  | Herrendoppel | 1     | Svend Pri, Amager BC / Per Walsøe, Gentofte BK                       |
| 1970/1971 | Dänemark: Einzelmeisterschaften                  | Herrendoppel | 1     | Svend Pri, Amager BC / Per Walsøe, Gentofte BK                       |
| 1971/1972 | Dänemark: Einzelmeisterschaften der Junioren U19 | Damendoppel  | 1     | Lone Rasmussen, København / Susanne Mølgaard Hansen, Gentofte        |
| 1971/1972 | Dänemark: Einzelmeisterschaften                  | Herrendoppel | 1     | Poul Petersen, Østerbro BK / Per Walsøe, Gentofte BK                 |
| 1971/1972 | Dänemark: Einzelmeisterschaften                  | Damendoppel  | 1     | Pernille Kaagaard / Anne Flindt, Gentofte BK                         |
| 1973/1974 | Dänemark: Einzelmeisterschaften der Junioren U15 | Mixed        | 1     | Henrik Jensen, Gentofte / Bettina Kristensen, København              |
| 1973/1974 | Dänemark: Einzelmeisterschaften                  | Damendoppel  | 1     | Pernille Kaagaard, Gentofte BK / Ulla Strand, Københavns BK          |
| 1974/1975 | Dänemark: Mannschaftsmeisterschaft               | Mannschaft   | 1     | Gentofte Badminton Klub                                              |
| 1974/1975 | Dänemark: Einzelmeisterschaften                  | Damendoppel  | 1     | Lene Køppen, Gentofte BK / Inge Borgstrøm, Ringsted                  |
| 1974/1975 | Dänemark: Einzelmeisterschaften                  | Dameneinzel  | 1     | Lene Køppen, Gentofte BK                                             |
| 1974/1975 | Dänemark: Einzelmeisterschaften                  | Mixed        | 1     | Steen Skovgaard / Pernille Kaagaard, Gentofte BK                     |
| 1975/1976 | Dänemark: Einzelmeisterschaften der Junioren U17 | Herreneinzel | 1     | Henrik Jensen, Gentofte                                              |
| 1975/1976 | Dänemark: Einzelmeisterschaften                  | Damendoppel  | 1     | Lene Køppen, Gentofte BK / Inge Borgstrøm, Ringsted                  |
| 1975/1976 | Dänemark: Einzelmeisterschaften                  | Mixed        | 1     | Steen Skovgaard / Pernille Kaagaard, Gentofte BK                     |
| 1975/1976 | Dänemark: Mannschaftsmeisterschaft               | Mannschaft   | 1     | Gentofte Badminton Klub                                              |
| 1975/1976 | Dänemark: Einzelmeisterschaften                  | Dameneinzel  | 1     | Lene Køppen, Gentofte BK                                             |
| 1976/1977 | Dänemark: Einzelmeisterschaften der Junioren U13 | Damendoppel  | 1     | Helle Hartvich / Lotte Hartvich, Gentofte                            |
| 1976/1977 | Dänemark: Einzelmeisterschaften                  | Dameneinzel  | 1     | Lene Køppen, Gentofte BK                                             |
| 1976/1977 | Dänemark: Einzelmeisterschaften                  | Mixed        | 1     | Steen Skovgaard / Lene Køppen, Gentofte BK                           |
| 1976/1977 | Dänemark: Einzelmeisterschaften                  | Herrendoppel | 1     | Steen Skovgaard, Gentofte BK / Svend Pri, Søllerød-Nærum IK          |
| 1976/1977 | Dänemark: Mannschaftsmeisterschaft               | Mannschaft   | 1     | Gentofte Badminton Klub                                              |
| 1976/1977 | Dänemark: Einzelmeisterschaften der Junioren U13 | Mixed        | 1     | Ken Bacher, Greve Strand / Helle Hartvich, Gentofte                  |
| 1976/1977 | Dänemark: Einzelmeisterschaften der Junioren U13 | Dameneinzel  | 1     | Helle Hartvich, Gentofte                                             |
| 1976/1977 | Dänemark: Einzelmeisterschaften                  | Damendoppel  | 1     | Lene Køppen, Gentofte BK / Lonny Bostofte, Nykøbing F                |
| 1977/1978 | Dänemark: Mannschaftsmeisterschaft               | Mannschaft   | 1     | Gentofte Badminton Klub                                              |
| 1977/1978 | Dänemark: Einzelmeisterschaften der Junioren U19 | Dameneinzel  | 1     | Kirsten Meier, Gentofte                                              |
| 1977/1978 | Dänemark: Einzelmeisterschaften                  | Herreneinzel | 1     | Morten Frost, Gentofte BK                                            |
| 1977/1978 | Dänemark: Einzelmeisterschaften                  | Herrendoppel | 1     | Steen Skovgaard, Gentofte BK / Flemming Delfs, Værløse               |
| 1977/1978 | Dänemark: Einzelmeisterschaften                  | Dameneinzel  | 1     | Lene Køppen, Gentofte BK                                             |
| 1977/1978 | Dänemark: Einzelmeisterschaften                  | Mixed        | 1     | Steen Skovgaard / Lene Køppen, Gentofte BK                           |
| 1978      | Europapokal                                      | Mannschaft   | 1     | Gentofte Badminton Klub                                              |
| 1978/1979 | Dänemark: Einzelmeisterschaften der Junioren U19 | Dameneinzel  | 1     | Kirsten Meier, Gentofte                                              |
| 1978/1979 | Dänemark: Einzelmeisterschaften der Junioren U19 | Damendoppel  | 1     | Kirsten Larsen, Triton / Kirsten Meier, Gentofte                     |
| 1978/1979 | Dänemark: Einzelmeisterschaften                  | Mixed        | 1     | Steen Skovgaard / Lene Køppen, Gentofte BK                           |
| 1978/1979 | Dänemark: Einzelmeisterschaften der Junioren U15 | Dameneinzel  | 1     | Lotte Hartvich, Gentofte                                             |
| 1978/1979 | Dänemark: Einzelmeisterschaften                  | Herreneinzel | 1     | Morten Frost, Gentofte BK                                            |
| 1978/1979 | Dänemark: Einzelmeisterschaften                  | Dameneinzel  | 1     | Lene Køppen, Gentofte BK                                             |
| 1978/1979 | Dänemark: Einzelmeisterschaften                  | Damendoppel  | 1     | Lene Køppen / Susanne Berg, Gentofte BK                              |
| 1978/1979 | Dänemark: Einzelmeisterschaften der Junioren U15 | Damendoppel  | 1     | Helle Hartvich / Lotte Hartvich, Gentofte                            |
| 1979      | Europapokal                                      | Mannschaft   | 1     | Gentofte Badminton Klub                                              |
| 1979/1980 | Dänemark: Einzelmeisterschaften                  | Herreneinzel | 1     | Morten Frost, Gentofte BK                                            |
| 1979/1980 | Dänemark: Einzelmeisterschaften                  | Mixed        | 1     | Steen Fladberg / Lene Køppen, Gentofte BK                            |
| 1979/1980 | Dänemark: Einzelmeisterschaften                  | Herrendoppel | 1     | Steen Fladberg, Køge / Morten Frost, Gentofte BK                     |
| 1979/1980 | Dänemark: Einzelmeisterschaften                  | Dameneinzel  | 1     | Lene Køppen, Gentofte BK                                             |
| 1979/1980 | Dänemark: Einzelmeisterschaften                  | Damendoppel  | 1     | Lene Køppen / Anne Skovgaard, Gentofte BK                            |
| 1979/1980 | Dänemark: Einzelmeisterschaften der Junioren U17 | Damendoppel  | 1     | Lotte Hartvich / Helle Hartvich, Gentofte                            |
| 1979/1980 | Dänemark: Einzelmeisterschaften der Junioren U17 | Dameneinzel  | 1     | Lotte Hartvich, Gentofte                                             |
| 1980/1981 | Dänemark: Einzelmeisterschaften der Junioren U17 | Damendoppel  | 1     | Lotte Hartvich / Helle Hartvich, Gentofte                            |
| 1980/1981 | Dänemark: Einzelmeisterschaften                  | Mixed        | 1     | Steen Skovgaard / Anne Skovgaard, Gentofte BK                        |
| 1980/1981 | Dänemark: Einzelmeisterschaften                  | Herrendoppel | 1     | Steen Skovgaard, Gentofte BK / Flemming Delfs, Greve Strand          |
| 1980/1981 | Dänemark: Einzelmeisterschaften der Junioren U19 | Herreneinzel | 1     | Michael Kjeldsen, Gentofte                                           |
| 1980/1981 | Dänemark: Einzelmeisterschaften der Junioren U17 | Dameneinzel  | 1     | Lotte Hartvich, Gentofte                                             |
| 1980/1981 | Dänemark: Einzelmeisterschaften                  | Damendoppel  | 1     | Lene Køppen / Anne Skovgaard, Gentofte BK                            |
| 1980/1981 | Dänemark: Einzelmeisterschaften der Junioren U19 | Herrendoppel | 1     | Michael Kjeldsen, Gentofte / Mark Christiansen, Triton               |
| 1980/1981 | Dänemark: Einzelmeisterschaften                  | Dameneinzel  | 1     | Lene Køppen, Gentofte BK                                             |
| 1981      | Europapokal                                      | Mannschaft   | 1     | Gentofte Badminton Klub                                              |
| 1981/1982 | Dänemark: Mannschaftsmeisterschaft               | Mannschaft   | 1     | Gentofte Badminton Klub                                              |
| 1981/1982 | Dänemark: Einzelmeisterschaft der Amateure       | Dameneinzel  | 1     | Kirsten Larsen, Gentofte BK                                          |
| 1981/1982 | Dänemark: Einzelmeisterschaften                  | Damendoppel  | 1     | Lene Køppen / Anne Skovgaard, Gentofte BK                            |
| 1981/1982 | Dänemark: Einzelmeisterschaften                  | Dameneinzel  | 1     | Lene Køppen, Gentofte BK                                             |
| 1981/1982 | Dänemark: Einzelmeisterschaften                  | Herrendoppel | 1     | Steen Fladberg, Køge / Morten Frost, Gentofte BK                     |
| 1981/1982 | Dänemark: Einzelmeisterschaften                  | Herreneinzel | 1     | Morten Frost, Gentofte BK                                            |
| 1981/1982 | Dänemark: Einzelmeisterschaften                  | Mixed        | 1     | Steen Skovgaard / Anne Skovgaard, Gentofte BK                        |
| 1982      | Europapokal                                      | Mannschaft   | 1     | Gentofte Badminton Klub                                              |
| 1982/1983 | Dänemark: Einzelmeisterschaften                  | Herreneinzel | 1     | Morten Frost, Gentofte BK                                            |
| 1982/1983 | Dänemark: Einzelmeisterschaften                  | Dameneinzel  | 1     | Lene Køppen, Gentofte BK                                             |
| 1982/1983 | Dänemark: Einzelmeisterschaften                  | Herrendoppel | 1     | Steen Skovgaard / Jens Peter Nierhoff Gentofte BK                    |
| 1982/1983 | Dänemark: Einzelmeisterschaft der Amateure       | Dameneinzel  | 1     | Kirsten Larsen, Gentofte BK                                          |
| 1982/1983 | Dänemark: Einzelmeisterschaften der Junioren U17 | Herreneinzel | 1     | Peter Knudsen, Gentofte                                              |
| 1982/1983 | Dänemark: Einzelmeisterschaft der Amateure       | Mixed        | 1     | Steen Skovgaard / Anne Skovgaard, Gentofte BK                        |
| 1982/1983 | Dänemark: Einzelmeisterschaft der Amateure       | Herrendoppel | 1     | Jens Peter Nierhoff, Gentofte BK / Jesper Helledie, Hvidovre BC      |
| 1982/1983 | Dänemark: Einzelmeisterschaften                  | Mixed        | 1     | Steen Skovgaard / Anne Skovgaard, Gentofte BK                        |
| 1982/1983 | Dänemark: Mannschaftsmeisterschaft               | Mannschaft   | 1     | Gentofte Badminton Klub                                              |
| 1983      | Europapokal                                      | Mannschaft   | 1     | Gentofte Badminton Klub                                              |
| 1983/1984 | Dänemark: Einzelmeisterschaften                  | Dameneinzel  | 1     | Kirsten Larsen, Gentofte BK                                          |
| 1983/1984 | Dänemark: Einzelmeisterschaften                  | Damendoppel  | 1     | Hanne Adsbøl, Lyngby / Kirsten Larsen, Gentofte BK                   |
| 1983/1984 | Dänemark: Einzelmeisterschaft der Amateure       | Herrendoppel | 1     | Michael Kjeldsen, Gentofte BK / Mark Christiansen, Triton, Aalborg   |
| 1983/1984 | Dänemark: Einzelmeisterschaften                  | Mixed        | 1     | Morten Frost / Ulla-Britt Frost, Gentofte BK                         |
| 1983/1984 | Dänemark: Einzelmeisterschaften                  | Herrendoppel | 1     | Jens Peter Nierhoff / Morten Frost, Gentofte BK                      |
| 1983/1984 | Dänemark: Einzelmeisterschaften                  | Herreneinzel | 1     | Morten Frost, Gentofte BK                                            |
| 1984/1985 | Dänemark: Einzelmeisterschaft der Amateure       | Dameneinzel  | 1     | Charlotte Hattens, Gentofte BK                                       |
| 1984/1985 | Dänemark: Einzelmeisterschaften der Junioren U15 | Mixed        | 1     | Thomas Stuer-Lauridsen, Gentofte / Christina Bostofte, Skovshoved    |
| 1984/1985 | Dänemark: Einzelmeisterschaften der Junioren U15 | Herrendoppel | 1     | Thomas Stuer-Lauridsen, Gentofte / Christian Jacobsen, Horsens       |
| 1984/1985 | Dänemark: Einzelmeisterschaften                  | Dameneinzel  | 1     | Lisbet Stuer-Lauridsen, Gentofte BK                                  |
| 1984/1985 | Dänemark: Einzelmeisterschaften                  | Herrendoppel | 1     | Michael Kjeldsen, Gentofte BK / Mark Christiansen, Triton, Aalborg   |
| 1984/1985 | Dänemark: Mannschaftsmeisterschaft               | Mannschaft   | 1     | Gentofte Badminton Klub                                              |
| 1984/1985 | Dänemark: Einzelmeisterschaften der Junioren U15 | Herreneinzel | 1     | Thomas Stuer-Lauridsen, Gentofte                                     |
| 1985      | Europapokal                                      | Mannschaft   | 1     | Gentofte Badminton Klub                                              |
| 1985/1986 | Dänemark: Einzelmeisterschaften                  | Dameneinzel  | 1     | Kirsten Larsen, Gentofte BK                                          |
| 1985/1986 | Dänemark: Einzelmeisterschaft der Amateure       | Mixed        | 1     | Peter Buch, Lillerød / Hanne Adsbøl, Gentofte BK                     |
| 1985/1986 | Dänemark: Einzelmeisterschaft der Amateure       | Dameneinzel  | 1     | Charlotte Hattens, Gentofte BK                                       |
| 1985/1986 | Dänemark: Einzelmeisterschaften                  | Herrendoppel | 1     | Michael Kjeldsen, Gentofte BK / Mark Christiansen, Triton, Aalborg   |
| 1985/1986 | Dänemark: Einzelmeisterschaften                  | Herreneinzel | 1     | Ib Frederiksen, Gentofte BK                                          |
| 1985/1986 | Dänemark: Einzelmeisterschaften der Junioren U19 | Dameneinzel  | 1     | Pernille Nedergaard, Gentofte                                        |
| 1985/1986 | Dänemark: Mannschaftsmeisterschaft               | Mannschaft   | 1     | Gentofte Badminton Klub                                              |
| 1985/1986 | Dänemark: Einzelmeisterschaft der Amateure       | Herreneinzel | 1     | Poul-Erik Høyer Larsen, Gentofte BK                                  |
| 1986      | Europapokal                                      | Mannschaft   | 1     | Gentofte Badminton Klub                                              |
| 1986/1987 | Dänemark: Einzelmeisterschaften                  | Herreneinzel | 1     | Morten Frost, Gentofte BK                                            |
| 1986/1987 | Dänemark: Einzelmeisterschaften                  | Dameneinzel  | 1     | Kirsten Larsen, Gentofte BK                                          |
| 1986/1987 | Dänemark: Einzelmeisterschaft der Amateure       | Dameneinzel  | 1     | Pernille Nedergaard, Gentofte BK                                     |
| 1986/1987 | Dänemark: Einzelmeisterschaft der Amateure       | Herreneinzel | 1     | Claus Thomsen, Gentofte BK                                           |
| 1986/1987 | Dänemark: Einzelmeisterschaften der Junioren U17 | Herrendoppel | 1     | Thomas Stuer-Lauridsen, Gentofte / Christian Jacobsen, Horsens       |
| 1986/1987 | Dänemark: Einzelmeisterschaften der Junioren U17 | Herreneinzel | 1     | Thomas Stuer-Lauridsen, Gentofte                                     |
| 1988/1989 | Dänemark: Einzelmeisterschaften                  | Herreneinzel | 1     | Poul-Erik Høyer Larsen, Gentofte BK                                  |
| 1988/1989 | Dänemark: Mannschaftsmeisterschaft               | Mannschaft   | 1     | Gentofte Badminton Klub                                              |
| 1988/1989 | Dänemark: Einzelmeisterschaften der Junioren U19 | Herreneinzel | 1     | Thomas Stuer-Lauridsen, Gentofte                                     |
| 1988/1989 | Dänemark: Einzelmeisterschaften der Junioren U19 | Herrendoppel | 1     | Thomas Stuer-Lauridsen, Gentofte / Christian Jacobsen, Horsens       |
| 1989/1990 | Dänemark: Mannschaftsmeisterschaft               | Mannschaft   | 1     | Gentofte Badminton Klub                                              |
| 1989/1990 | Dänemark: Einzelmeisterschaften                  | Mixed        | 1     | Thomas Lund, Kastrup-Magleby / Pernille Dupont, Gentofte BK          |
| 1989/1990 | Dänemark: Einzelmeisterschaften                  | Dameneinzel  | 1     | Charlotte Hattens, Gentofte BK                                       |
| 1990/1991 | Dänemark: Einzelmeisterschaften der Junioren U17 | Herrendoppel | 1     | Janek Roos, Ringsted / Jim Laugesen, Gentofte                        |
| 1990/1991 | Dänemark: Mannschaftsmeisterschaft               | Mannschaft   | 1     | Gentofte Badminton Klub                                              |
| 1990/1991 | Dänemark: Einzelmeisterschaften der Junioren U17 | Herreneinzel | 1     | Jim Laugesen, Gentofte                                               |
| 1991/1992 | Dänemark: Einzelmeisterschaften der Junioren U19 | Herreneinzel | 1     | Peter Rasmussen, Gentofte                                            |
| 1991/1992 | Dänemark: Einzelmeisterschaften der Junioren U19 | Herrendoppel | 1     | Jim Laugesen, Gentofte / Janek Roos, Ringsted                        |
| 1991/1992 | Dänemark: Einzelmeisterschaften der Junioren U13 | Dameneinzel  | 1     | Anne-Katrine Pommergaard, Gentofte                                   |
| 1991/1992 | Dänemark: Mannschaftsmeisterschaft               | Mannschaft   | 1     | Gentofte Badminton Klub                                              |
| 1991/1992 | Dänemark: Einzelmeisterschaften                  | Herreneinzel | 1     | Thomas Stuer-Lauridsen, Gentofte BK                                  |
| 1991/1992 | Dänemark: Einzelmeisterschaften                  | Damendoppel  | 1     | Pernille Dupont, Gentofte BK / Grete Mogensen, Herning               |
| 1991/1992 | Dänemark: Einzelmeisterschaften                  | Mixed        | 1     | Thomas Lund, Kastrup-Magleby / Pernille Dupont, Gentofte BK          |
| 1992/1993 | Dänemark: Einzelmeisterschaften der Junioren U19 | Herrendoppel | 1     | Jim Laugesen, Gentofte / Janek Roos, Ringsted                        |
| 1992/1993 | Dänemark: Einzelmeisterschaften der Junioren U19 | Herreneinzel | 1     | Jim Laugesen, Gentofte                                               |
| 1992/1993 | Dänemark: Einzelmeisterschaften der Junioren U13 | Herreneinzel | 1     | Henrik Stampe, Gentofte                                              |
| 1992/1993 | Dänemark: Einzelmeisterschaften                  | Herreneinzel | 1     | Thomas Stuer-Lauridsen, Gentofte BK                                  |
| 1993/1994 | Dänemark: Einzelmeisterschaften                  | Herreneinzel | 1     | Thomas Stuer-Lauridsen, Gentofte BK                                  |
| 1994/1995 | Dänemark: Einzelmeisterschaften der Junioren U15 | Herreneinzel | 1     | Henrik Stumpe, Gentofte                                              |
| 1995/1996 | Dänemark: Einzelmeisterschaften                  | Damendoppel  | 1     | Lisbet Stuer-Lauridsen, Gentofte / Marlene Thomsen, Skovshoved IF    |
| 1996/1997 | Dänemark: Einzelmeisterschaften                  | Dameneinzel  | 1     | Camilla Martin, Gentofte                                             |
| 1996/1997 | Dänemark: Einzelmeisterschaften                  | Damendoppel  | 1     | Lisbet Stuer-Lauridsen, Gentofte / Marlene Thomsen, Skovshoved IF    |
| 1996/1997 | Dänemark: Mannschaftsmeisterschaft               | Mannschaft   | 1     | Gentofte Badminton Klub                                              |
| 1997/1998 | Dänemark: Einzelmeisterschaften                  | Dameneinzel  | 1     | Camilla Martin, Gentofte                                             |
| 1997/1998 | Dänemark: Seniorenmeisterschaften 40+            | Dameneinzel  | 1     | Debbie Lynch, Gentofte                                               |
| 1998/1999 | Dänemark: Seniorenmeisterschaften 40+            | Dameneinzel  | 1     | Debbie Lynch, Gentofte                                               |
| 1998/1999 | Dänemark: Einzelmeisterschaften                  | Dameneinzel  | 1     | Camilla Martin, Gentofte                                             |
| 1999/2000 | Dänemark: Seniorenmeisterschaften 45+            | Mixed        | 1     | Lars Chemnitz, Lyngby / Anne Skovgaard, Gentofte                     |
| 1999/2000 | Dänemark: Einzelmeisterschaften                  | Herreneinzel | 1     | Peter Gade, Gentofte                                                 |
| 1999/2000 | Dänemark: Einzelmeisterschaften                  | Herrendoppel | 1     | Jim Laugesen, Gentofte / Michael Søgaard, Kastrup Magleby            |
| 1999/2000 | Dänemark: Einzelmeisterschaften                  | Dameneinzel  | 1     | Camilla Martin, Gentofte                                             |
| 2000/2001 | Dänemark: Einzelmeisterschaften                  | Dameneinzel  | 1     | Camilla Martin, Gentofte                                             |
| 2000/2001 | Dänemark: Einzelmeisterschaften                  | Herreneinzel | 1     | Peter Gade, Gentofte                                                 |
| 2001/2002 | Dänemark: Seniorenmeisterschaften 35+            | Damendoppel  | 1     | Charlotte Dew-Hattens / Dorte Kjær, Gentofte                         |
| 2001/2002 | Dänemark: Einzelmeisterschaften der Junioren U15 | Damendoppel  | 1     | Michala Wolff Petersen, SB50 Ishøj / Maria Røpke, Gentofte           |
| 2001/2002 | Dänemark: Seniorenmeisterschaften 60+            | Damendoppel  | 1     | Solvig Bjørlev, Gentofte / Lis Larsen, Ishøj                         |
| 2001/2002 | Dänemark: Einzelmeisterschaften der Junioren U15 | Dameneinzel  | 1     | Maria Røpke, Gentofte                                                |
| 2001/2002 | Dänemark: Seniorenmeisterschaften 65+            | Mixed        | 1     | Knud Qvist, Gentofte / Solveig Bjørlev, Klokkerholm                  |
| 2001/2002 | Dänemark: Einzelmeisterschaften                  | Dameneinzel  | 1     | Camilla Martin, Gentofte                                             |
| 2001/2002 | Dänemark: Einzelmeisterschaften                  | Herreneinzel | 1     | Peter Gade, Gentofte                                                 |
| 2001/2002 | Dänemark: Einzelmeisterschaften der Junioren U15 | Mixed        | 1     | Stefan K. Andersen, Skovshoved / Maria Røpke, Gentofte               |
| 2002/2003 | Dänemark: Seniorenmeisterschaften 60+            | Dameneinzel  | 1     | Solveig Bjørløw, Gentofte                                            |
| 2002/2003 | Dänemark: Seniorenmeisterschaften 60+            | Damendoppel  | 1     | Birgit Ortmann, Charlottenlund / Solveig Bjørløw, Gentofte           |
| 2002/2003 | Dänemark: Einzelmeisterschaften                  | Herreneinzel | 1     | Peter Gade, Gentofte                                                 |
| 2002/2003 | Dänemark: Einzelmeisterschaften                  | Herrendoppel | 1     | Jim Laugesen, Gentofte / Michael Søgaard, KMB                        |
| 2003/2004 | Dänemark: Seniorenmeisterschaften 35+            | Damendoppel  | 1     | Grethe Kragekær / Charlotte Dew-Hattens, Gentofte                    |
| 2003/2004 | Dänemark: Einzelmeisterschaften der Junioren U17 | Damendoppel  | 1     | Marie Røpke, Gentofte / Mia Sejr Nielsen, Erritsø                    |
| 2003/2004 | Dänemark: Einzelmeisterschaften der Junioren U13 | Damendoppel  | 1     | Nina Mortensen / Hanne Pærregaard, Gentofte                          |
| 2003/2004 | Dänemark: Einzelmeisterschaften der Junioren U19 | Herrendoppel | 1     | Christoffer Bruun Jensen / Morten T. Kronborg, Gentofte              |
| 2003/2004 | Dänemark: Einzelmeisterschaften der Junioren U17 | Dameneinzel  | 1     | Marie Røpke, Gentofte                                                |
| 2004/2005 | Dänemark: Seniorenmeisterschaften 35+            | Damendoppel  | 1     | Grete Kragekjær, Gentofte / Helle Stærmose, Værløse                  |
| 2004/2005 | Dänemark: Einzelmeisterschaften                  | Herreneinzel | 1     | Peter Gade, Gentofte                                                 |
| 2004/2005 | Dänemark: Seniorenmeisterschaften 35+            | Mixed        | 1     | Jon Holst-Christensen, Herlev Hjorten / Grete Kragekjær, Gentofte    |
| 2005/2006 | Dänemark: Seniorenmeisterschaften 35+            | Mixed        | 1     | Jon Holst-Christensen, Herlev Hjorten / Grete Kragekjær, Gentofte    |
| 2005/2006 | Dänemark: Seniorenmeisterschaften 40+            | Damendoppel  | 1     | Grete Kragekjær, Gentofte / Karin Fleischer Steffensen, Roskilde HBK |
| 2005/2006 | Dänemark: Einzelmeisterschaften der Junioren U19 | Dameneinzel  | 1     | Marie Røpke, Gentofte                                                |
| 2005/2006 | Dänemark: Einzelmeisterschaften der Junioren U19 | Damendoppel  | 1     | Marie Røpke, Gentofte / Line Kruse, Viby J.                          |
| 2007/2008 | Dänemark: Seniorenmeisterschaften 35+            | Mixed        | 1     | Jon Holst-Christensen, Herlev / Hjorten / Grete Kragekjær, Gentofte  |
| 2007/2008 | Dänemark: Seniorenmeisterschaften 40+            | Damendoppel  | 1     | Grete Kragekjær, Gentofte / Karin Steffensen, Roskilde               |
| 2009/2010 | Dänemark: Einzelmeisterschaften                  | Damendoppel  | 1     | Marie Røpke / Helle Nielsen, Gentofte, Kastrup KMB                   |
| 2009/2010 | Dänemark: Einzelmeisterschaften                  | Mixed        | 1     | Mikkel Delbo Larsen / Mette Schjoldager, Gentofte, Skovshoved        |